# Mae West
Pour les articles ayant des titres homophones, voir Mae-West et May West.
Pour les articles homonymes, voir May et West.
 (novembre 2014).
Si vous disposez d'ouvrages ou d'articles de référence ou si vous connaissez des sites web de qualité traitant du thème abordé ici, merci de compléter l'article en donnant les références utiles à sa vérifiabilité et en les liant à la section « Notes et références ».
Mae West, née Mary Jane West le 17 août 1893 à Brooklyn (New York) et morte le 22 novembre 1980 à Los Angeles, est une actrice, chanteuse et scénariste américaine. Elle est un véritable sex-symbol des années 1920 aux années 1940.
En 1999, l'American Film Institute distingue Mae West comme la quinzième plus grande actrice de tous les temps dans le classement AFI's 100 Years... 100 Stars.

## Biographie

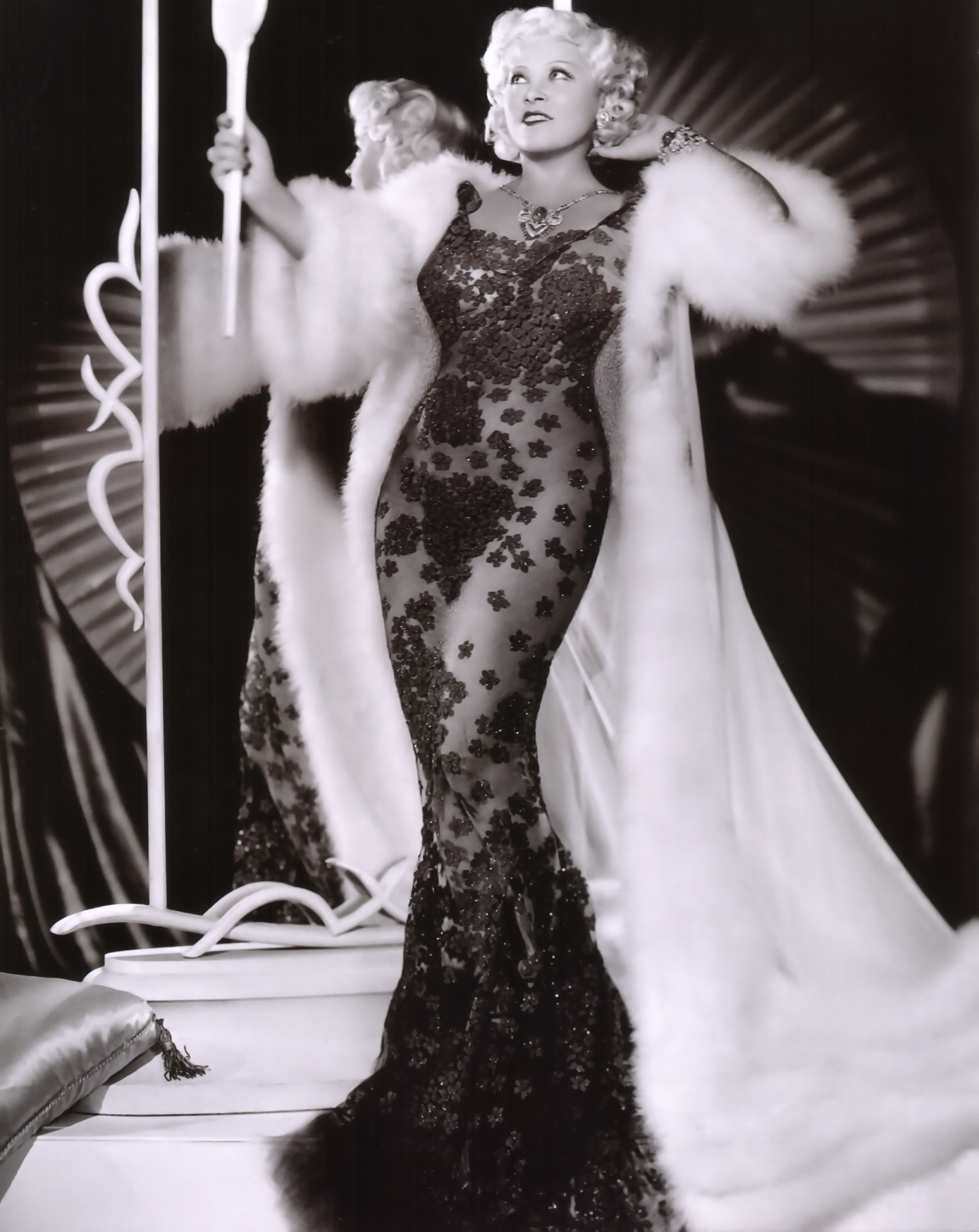
Mae West dans Go West, Young Man (1936)

Mae West, Mary Jane West de son nom complet, née à Brooklyn, quartier de New York, est la fille de John Patrick West (1865-1935) et Matilda « Tillie » Delker-Doelger (1870-1944). Elle déménage successivement dans différents lieux des quartiers Williamsburg et Greenpoint à Brooklyn, où elle suit une scolarité à l'Erasmus Hall High School. Elle a une sœur et un frère, nommés Mildred Katherine « Beverly » West (1898-1982) et John Edwin West (1900-1964).
Son père « Battlin' » Jack West est boxeur, avant de devenir policier ; il fonde ensuite une agence de détectives. Sa mère est mannequin et fabricante de corsets. La famille est protestante, en dépit des origines juives de la mère, bavaroise.
Mae West était une femme libre qui s'est affirmée dans ses choix et sa carrière, fortement désapprouvés par sa grand-mère paternelle, irlandaise d'origine romaine[Quoi ?] et très catholique[Quoi ?]. Elle a commencé sa carrière à l'âge de cinq ans.

## Vie privée
De 1914 à 1920, elle a été mariée à l'accordéoniste Guido Deiro (en). Elle se marie ensuite avec Frank Szatkus (alias Frank Wallace) puis divorce en 1942. Ils n'auraient réellement vécu ensemble que quelques semaines.

## Anecdotes
- Mae West possédait un physique particulier qu'elle mettait en valeur avec des idées bien à elle. Outre le port de corsets serrés afin d'affiner sa taille, elle avait aussi pour habitude d'utiliser des talons de 20 cm. Elle avait même inventé un balancement de hanches particulier afin de parvenir à tenir en équilibre sur ces talons immenses.
- Écrivant souvent les scénarios de ses films, Mae avait une technique ingénieuse et efficace  pour échapper à la censure : elle ajoutait des dialogues tellement crus qu'elle était certaine que les censeurs les ôteraient et qu'en comparaison, ils trouveraient le reste du scénario acceptable.
- En 1999, l'American Film Institute la classe quinzième dans sa liste des meilleures actrices de tous les temps.
- Se produisant aussi dans des revues musicales, elle contribua au succès de la danse shimmy.

## Influences culturelles
- En 1936, Elsa Schiaparelli lance son parfum Shocking, dont le flacon reprend les courbes du buste de Mae West.
- Au Québec, le « May West » est le nom d'un petit gâteau très populaire inventé par René Brousseau, contremaître à la pâtisserie Joseph Vaillancourt dans les années 1930 ou 1940, le « e » ayant été changé pour un « y » par Vachon à la mort de Mae West en 1980 afin d'éviter d'éventuelles poursuites de sa succession[3].
- Depuis la Seconde Guerre mondiale, les gilets de sauvetage gonflables sont appelés couramment des Mae-West. Les aviateurs américains les avaient surnommé ainsi car en se gonflant d'air comprimé, ils donnaient à leur torse un volume supplémentaire, référence à la généreuse poitrine de l'actrice.
- Au musée Dalí de Figueras (Catalogne), une salle porte son nom. Vu du bon endroit, le mobilier de cette salle représente son visage[4]. Le sofa Mae West exposé dans cette pièce, inspiré de la bouche de l'actrice, a été réédité en de nombreuses versions. Elle fait donc figure de mythe de l'entre-deux-guerres selon Salvador Dalí.
- Elle inspire le personnage de Jenny Wren dans Qui a tué le rouge-gorge ? et Le Retour de Toby la tortue, deux dessins animés de Walt Disney. Elle apparaît également sous sa véritable identité dans deux autres dessins animés Disney : Mickey's Gala Premier et Mother Goose Goes Hollywood.
- Elle sert de modèle au personnage de la vendeuse d'équipements sportifs dans un dessin animé de Popeye, Never Kick a Woman.
- Elle figure sur la pochette de l'album Sgt. Pepper's Lonely Hearts Club Band des Beatles.
- Le 34e tome de la bande dessinée Sammy s'intitule Mae West[5].

## Filmographie
(Liste partielle)

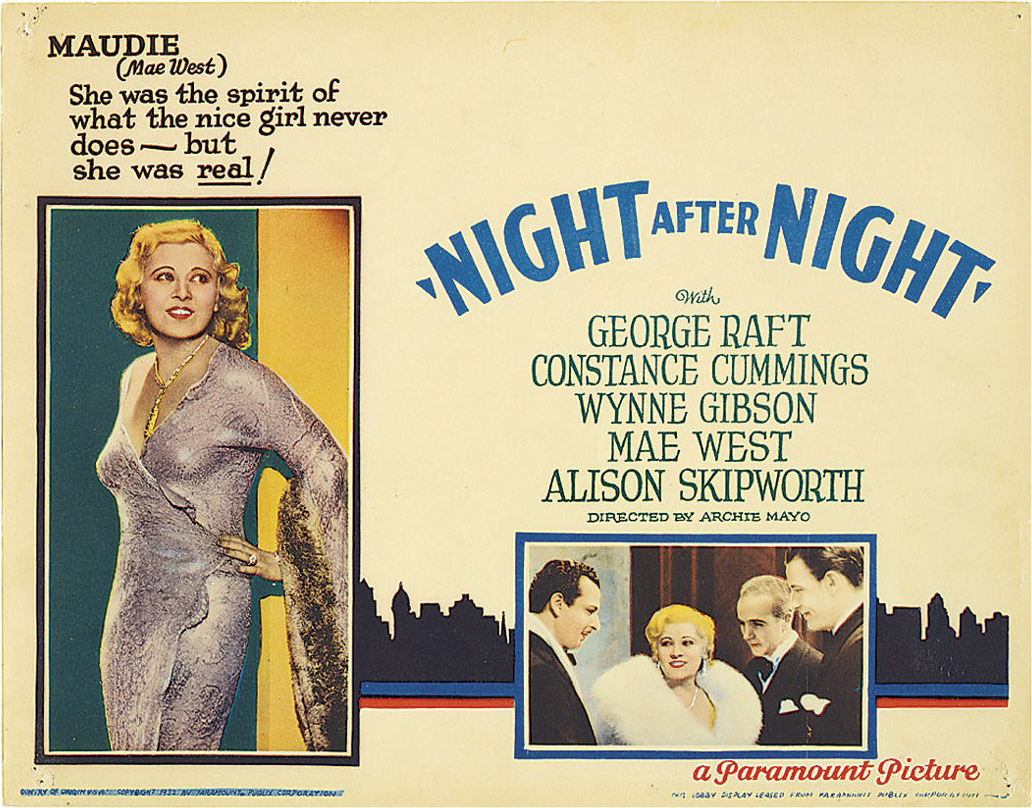
Nuit après nuit (1932).

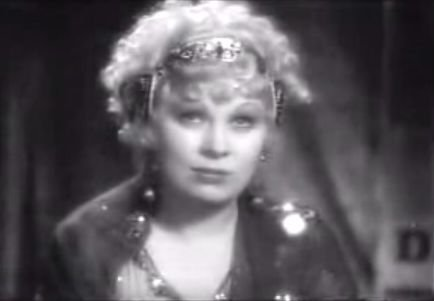
Mae West dans Je ne suis pas un ange (1933).

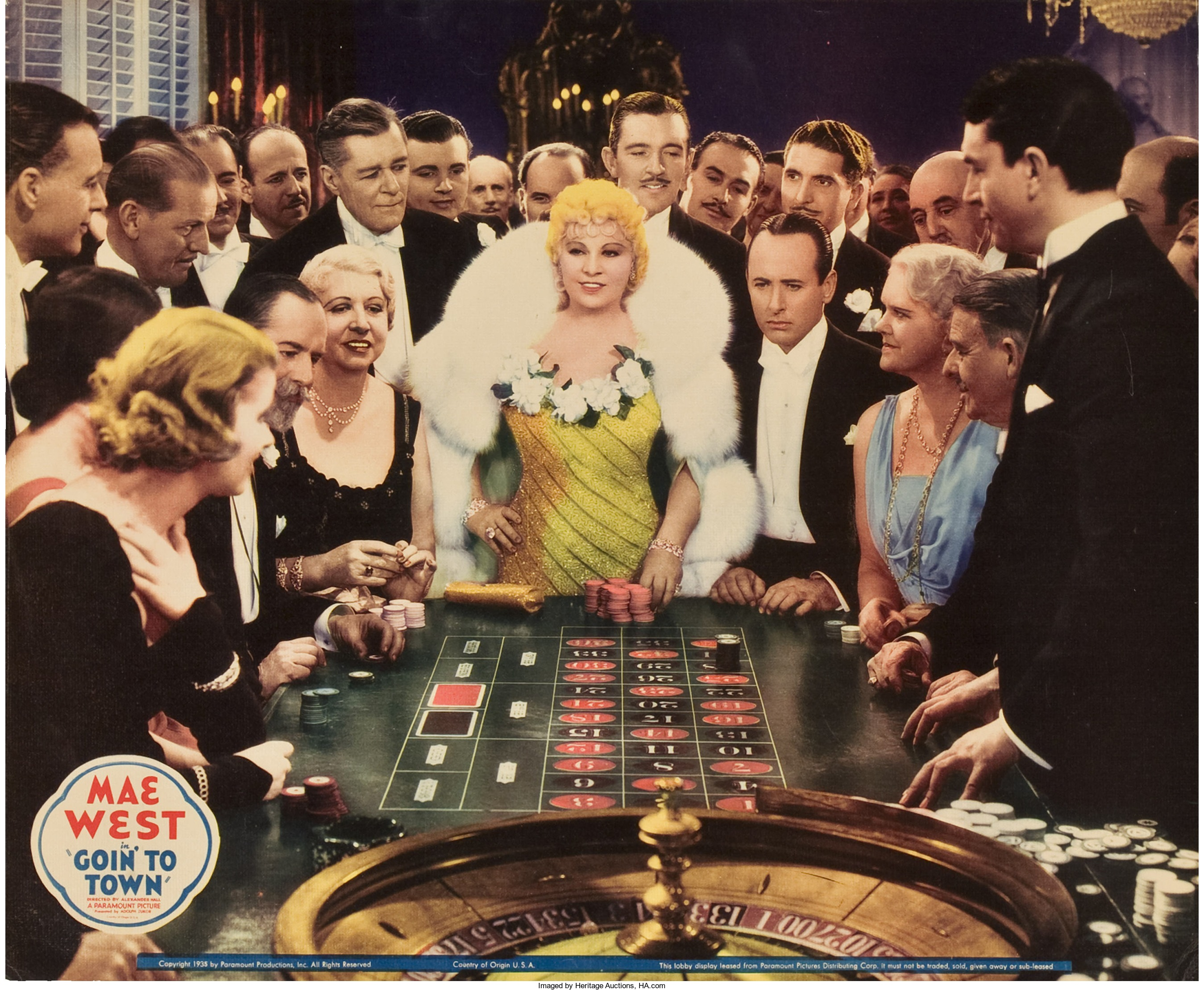
Mae West dans Je veux être une lady (1935).

- 1932 : Nuit après nuit (Night After Night) de Archie Mayo
- 1933 : Lady Lou (She Done Him Wrong) de Lowell Sherman
- 1933 : Je ne suis pas un ange (I'm No Angel) de Wesley Ruggles
- 1934 : Ce n'est pas un péché (Belle of the Nineties) de Leo McCarey
- 1935 : Je veux être une lady (Goin' To Town) de Alexander Hall
- 1936 : Annie du Klondike (Klondike Annie) de Raoul Walsh
- 1936 : Go West, Young Man de Henry Hathaway
- 1937 : Fifi peau de pêche (Every Day's a Holiday ) d'A. Edward Sutherland
- 1940 : Mon petit poussin chéri (My Little Chickadee) d'Edward F. Cline
- 1943 : The Heat's On de Gregory Ratoff
- 1970 : Myra Breckinridge de Michael Sarne
- 1978 : Sextette de Ken Hughes

## Publications
Elle publie des livres, dont ses mémoires (Goodness Had Nothing to Do with It),1959.